# Haas Visser ’t Hooft
Hendrik Philip „Haas“ Visser ’t Hooft (* 20. September 1905 in Haarlem; † 28. Juli 1977 in Velp) war ein niederländischer Hockeyspieler, der bei den Olympischen Spielen 1928 die Silbermedaille erhielt.

## Sportliche Karriere
Haas Visser ’t Hooft war ein Stürmer, der für den HC Bloemendaal spielte. Visser ’t Hooft debütierte 1926 in der niederländischen Nationalmannschaft, für die er bis 1928 insgesamt 10 Länderspiele bestritt.
Beim olympischen Turnier 1928 war Haas Visser ’t Hooft Außenstürmer der niederländischen Mannschaft. Die indische Mannschaft gewann die eine Vorrundengruppe vor den Belgiern, in der anderen Vorrundengruppe platzierten sich die Niederländer vor der deutschen Mannschaft. Im Finale trafen die beiden Gruppenersten aufeinander und die indische Mannschaft gewann mit 3:0. Haas Visser ’t Hooft wirkte in allen vier Spielen mit. Das Endspiel gegen Indien war sein letztes Länderspiel.
Haas Visser ’t Hooft arbeitete später als Arzt in Velp. Er ist der Bruder des Theologen Willem Adolf Visser ’t Hooft.